# Años 1190
Los años 1190 o década del 1190 empezó el 1 de enero de 1190 y terminó el 31 de diciembre de 1199.

## Acontecimientos
- El Condado de Pallars Jussá es entregado a Alfonso II de Aragón.
- 1192: Primeras Cortes Catalanas.
- 1195: Batalla de Alarcos
- 1197: la etnia Inca, se asienta en el Valle de Cuzco, tras finalizar el legendario éxodo desde la Ciudad de Tihuanaco (hoy a 20 km de la costa del Lago Titicaca, entonces quizá a sus orillas) liderado por Manco Cápac, quien junto con sus cuatro hermanas y tres hermanos, fundan la Ciudad de Cuzco, y se proclama Rey del naciente estado: el Curacazgo Inca. Esta etapa también es llamada etapa mítica, y finaliza en 1438, cuando Pachacútec funda el Tahuantinsuyo o Imperio inca.
- 1198: Inocencio III sucede a Celestino III como papa

## Personas destacadas
- Manco Cápac: junto con sus cuatro hermanas y tres hermanos, lidera el éxodo desde la Ciudad de Tihuanaco (hoy a 20 km de la costa del Lago Titicaca, entonces, quizá a orillas de este), que finaliza con la llegada del Pueblo Inca al Valle de Cuzco y la fundación de esta ciudad, que da surgimiento al Curacazgo Inca, con Ciudad capital en Cuzco, y cuyo primer Rey fue Manco Cápac.